# Delta Ceti
Delta Ceti (δ Cet / 82 Ceti) es una estrella en la constelación de Cetus de magnitud aparente +4,08.
Recibe el nombre, rara vez utilizado, de Phycochroma, que en griego significa «del color de las algas». Se encuentra a 650 años luz de distancia del sistema solar.
Delta Ceti está catalogada como una subgigante blanco-azulada caliente de tipo espectral B2IV con una temperatura superficial de 23.400 K. Con una luminosidad igual a 5800 soles, incluyendo la radiación electromagnética emitida en el ultravioleta, su radio es casi 5 veces más grande que el radio solar.
Gira sobre sí misma con una velocidad de rotación proyectada de sólo 11 km/s, muy baja para una estrella de sus características, lo que sugiere que su eje de rotación debe estar aproximadamente apuntando hacia la Tierra.
Consecuentemente, su período de rotación es igual o inferior a 25 días.
Su contenido metálico es inferior al solar en un 40% ([M/H] = -0,24).
La masa de Delta Ceti se estima en 9,5 masas solares, justo en el límite por encima del cual las estrellas finalizan su vida estallando como brillantes supernovas.
Su edad aproximada es de 10 millones de años y se ha sugerido que todavía no ha abandonado la secuencia principal, por lo que no sería una verdadera subgigante. 
Es, además, una variable pulsante, del tipo Beta Cephei, con una pequeña variación en su brillo de 0,05 magnitudes. Su período principal es de 3,67 días, si bien existen otros períodos secundarios de 1,934 horas, 6,422 horas, 6,534 horas y 3,14 días.
Delta Ceti es una de las estrellas que define el ecuador celeste, junto a α Sextantis, Heze (ζ Virginis), ζ Aquarii y Mintaka (δ Orionis). Actualmente un grado al norte del mismo, debido a la precesión de la Tierra hasta 1923 estaba situada en el hemisferio sur.